# Devasahayam Pillai
Devasahayam Pillai (en malayalam: ദേവസഹായം പിള്ള; en tamoul: முத்திப்பேறு பெற்ற தேவசகாயம் பிள்ளை) né Neelakantha Pillai, à Nattalam, près de Marthandam (District de Kanyakumari) le 23 avril 1712 et mort le 14 janvier 1752, est un officiel de la cour du royaume de Travancore. Sa conversion au catholicisme irrita la caste des brahmanes qui le firent emprisonner et torturer pendant trois ans, sans obtenir le reniement de sa foi chrétienne. Il fut finalement fusillé. Reconnu martyr par l'Église catholique et vénéré comme saint,  proclamé le 15 mai 2022.
Il est commémoré le 14 janvier selon le Martyrologe romain.

## Biographie
Fils de prêtre hindou et ministre du roi, Neelakantha Pillai est en contact avec Eustache de Lannoy lorsque celui-ci, militaire catholique originaire des Pays-Bas méridionaux, devient commandant en chef de l’armée du Travancore, durant la première moitié du XVIIIe siècle. Ils se lient d’amitié à la cour du roi de Travancore. Sous l’influence de Lannoy, Pillai se convertit au catholicisme. Après avoir donné les premiers éléments d’instruction chrétienne, de Lannoy l’envoie auprès du père jésuite Jean-Baptiste Buttari (1707-1757) pour une formation plus poussée. À sa demande Pillai reçoit le baptême de ses mains en 1745, après neuf mois de préparation, et adopte le prénom de « Devasahayam » (équivalent malayalam et tamoul de « Lazare » qui signifie « aidé par Dieu » ou « Dieu a aidé »). Sa femme et plusieurs membres de sa famille le suivent et deviennent chrétiens à leur tour.
Cette conversion religieuse irrite grandement la communauté des brahmanes et plusieurs hauts fonctionnaires de la cour royale qui, montant une cabale, obtiennent que Pillai y perde sa place. Il s’engage alors activement dans sa nouvelle foi chrétienne, devient l’assistant du père Buttari et n’hésite pas à tenir tête aux brahmanes lors de débats religieux. Envoyé par Buttari pour quelque affaire à régler auprès d’un ministre du roi, Rama Iyer, Pillai est à nouveau engagé dans une discussion qui fâche sérieusement le brahmane. Ce dernier menace de faire expulser les chrétiens du royaume.
Devasahaym Pillai est arrêté, avec d’autres chrétiens, le 23 février 1749. Maltraité en prison, torturé pendant trois ans, il refuse de renoncer à sa foi. Au contraire il se réjouit de « rejoindre le Christ crucifié » par ses souffrances, et encourage les autres chrétiens à faire de même. Comme son exemple fait des émules, le roi exige sa mort. Condamné à mort, Devasahaym Pillai est exécuté (fusillé) le 14 janvier 1752. Il a 39 ans et est chrétien depuis 7 ans. Son corps est jeté dans la forêt. Récupéré par les chrétiens, il est enseveli devant l'autel de l'église Saint-François-Xavier, qui devient plus tard la cathédrale du diocèse de Kottar (Tamil Nadu).

## Vénération

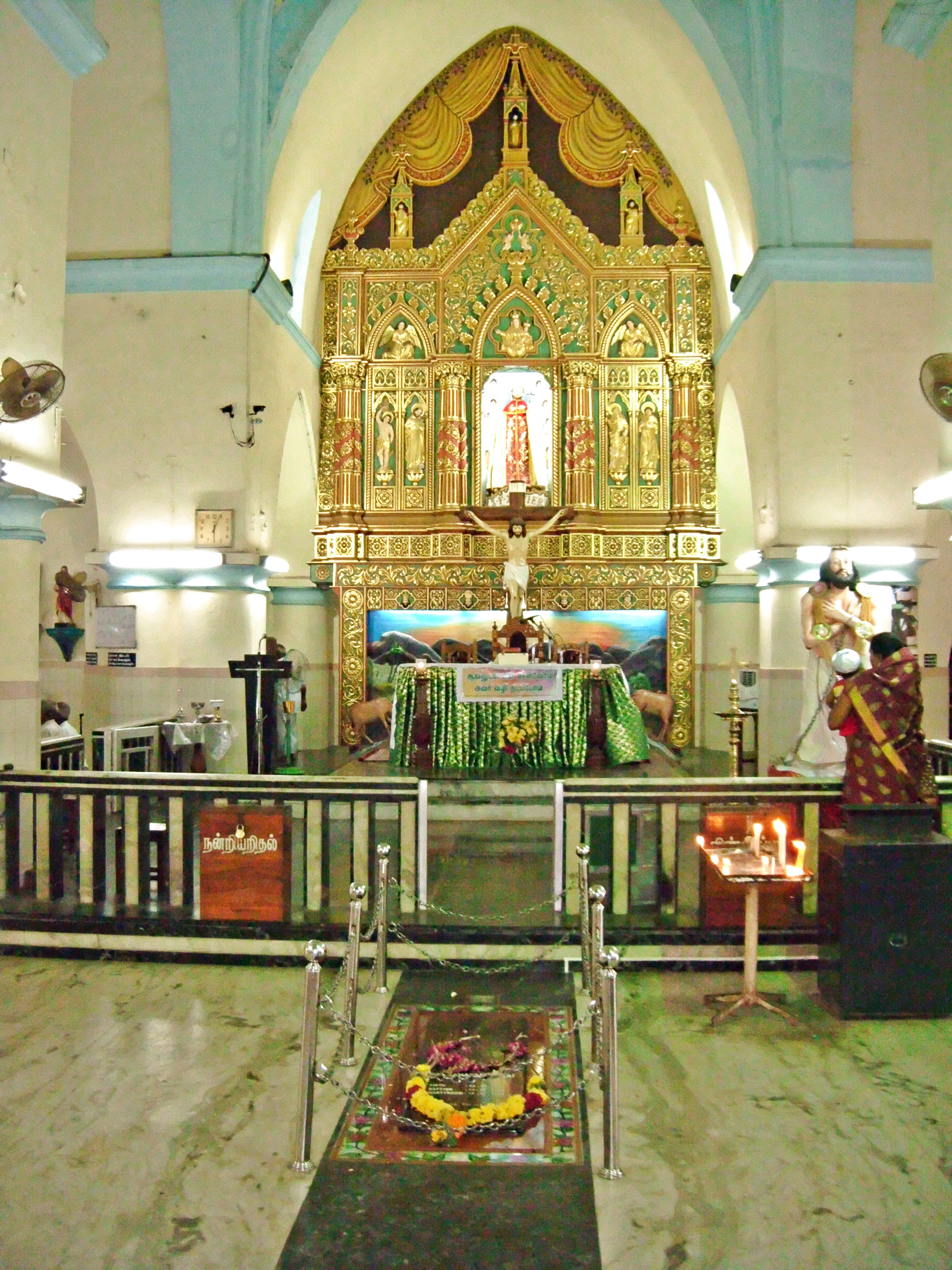
Tombe de saint Devasahayam Pillai à l'entrée du sanctuaire de la cathédrale de Kottar.

### Béatification

#### Reconnaissance du martyre
Reconnu martyr par l’Église catholique, il est béatifié sous le pontificat de Benoît XVI, le 2 décembre 2012 à Kottar dans l'état de Tamil Nadu, dans le sud de l'Inde. Il est le premier laïc indien à être béatifié.

### Canonisation

#### Reconnaissance d'un miracle
En 2013, une jeune femme indienne enceinte découvre, au cours d'une échographie, que son enfant n'émet plus de battements cardiaques ni de mouvements. Au désespoir, elle prie Devasahayam d'obtenir la vie de son enfant. Alors qu'elle prie sur sa tombe, elle sent son bébé bouger en elle. L'échographe suivante vient confirmer que l'enfant est vivant.
L'enquête médicale n'ayant pu apporter aucune explication scientifique à ce résultat, le pape François reconnaît comme authentique ce miracle attribué à l'intercession de Devasahayam le 21 février 2020, et signe le décret de sa canonisation,.
Il est solennellement proclamé saint le 15 mai 2022 à Rome par le pape François.